# Si le vent te fait peur
Si le vent te fait peur est un film belge d'Émile Degelin sorti en 1960. Les dialogues ont été écrits par Emile Degelin et Jacqueline Harpman.

## Synopsis
Pierre et Claude, frère et sœur, passent leurs vacances en camping dans les dunes de la côte belge. Leur connaissance commune des gens et des choses a créé une intimité très étroite dont ils vont prendre conscience.

## Fiche technique
- Pays d'origine : Belgique
- Format : Noir et blanc - 1,85:1 - Mono - 35 mm
- Genre : Drame
- Durée : 83 minutes
- Musique : Martial Solal

## Distribution
- Elisabeth Dulac
- Guy Lesire
- Henri Billen

## Distinctions
Le film a été présenté en sélection officielle en compétition au Festival de Cannes 1960.